# أريستيدس م. تساتساكيس
 اريستيدس تساتساكيس هو اختصاصي يوناني الاصل اختص بعلم السموم ، هو أول من اجرى  دراسات تجريبية  حول القوة غير العادية للتأثيرات المجمعة أو ما تسمى بالمخاليط بكميات ضئيلة على المدى الطويل من التعرض لها في حياتنا اليومية، وذلك لتفسير المخاطر التي نتعرض لها في العالم الحديث.

## المهارات والخبرات
أريستيدس تساتساكيس هو مدير قسم علم السموم وعلم الطب الشرعي في كلية الطب بجامعة كريت و المستشفى الجامعي في هيراكليون ، ورئيس قسم علم التشكل في كلية الطب بجامعة كريت في اليونان، كما انه  الرئيس الملهم والمؤسس والرئيس للمعرفة والأبحاث في جامعة كريت.
عمل البريفيسور تساتساكيس رئيسًا لاتحاد اطباء السموم الاوروبيين والجمعيات الأوروبية لعلم السموم من عام 2014 وحتى عام 2016
الدكتور تساتساكيس هو عضو في الاكاديمية الوطنية للعلوم في روسيا ، وايضا عضو في الاكاديمية العالمية للعلوم ، كما انه وتحت اشرافه وقيادته تم إجراء أكثر من دراسة والعديد من المشاريع البحثية، مع التركيز على تحسين وتطوير طرق مستحدثة وجديدة لتحليل الكائنات الحية الدقيقة، والمراقبات الحيوية، ثم تسجيل اثارها القوية والحادة وطويلة الامد على صحة وحياة الإنسان، حيث قام باستخدام انظمة الجزيئات الكبيرة في الطب النانوي وعلم السموم النانوية  كناقلات بالإضافة لتقليل السمية، وقام باختبار القسيم الطرفي (التيلومير) بالشيخوخة الخلوية  أو ما تسمى بـ (الهرم الخلوي) واترباطها مع الامراض المزمنة .
اريستيدس تساتساكيس  هو أستاذ فخري في المعهد الفيدرالي الروسي للنظافة والسموم  في موسكو 2016، حصل على درجة الدكتوراه في الكيمياء من جامعة مندليف في موسكو   ، وكان دكتور فخري في جامعة الشرق الاقصى الفيدرالية «فلاديفوستوك» لعام 2017، وايضا بجامعة الطب والصيدلة «كارول دافيلا».

## أعماله البحثية
تكونت أعمال اريستيدس تساتساكيس من أكثر من 1000 منشور على شكل مقالات في المجلات والكتب والملخّصات، وكان ما يقارب ال500 منها في مجلّات، وقد قام بتقديم أكثر من 200 محاضرة رئيسية، بالإضافة إلى محاضرات عامة في المؤتمرات الدولية، كما انه كان المُرَوّج والمُنظم ورئيس العديد من المؤتمرات والندوات وورش العمل الدولية بصفته باحثا رئيسيًا، وكما انه قام بتنسيق أكثر من 60 مشروع للبحث العلمي والتكنولوجيا، وايضا اقام تعاونًا عالميًا.
اريستيدس تساتساكيس حائز على العديد من براءات الاختراع،  كما لديه مجموعة واسعة من الاستشهادات أي ما يقارب ال11500 من الباحث العلمي من جوجل اما ان تكون  قراءة أو تنزيل، وله أكثر من 80000 بوابة بحث من اوراقه وابحاثه.
كما له نشاط طويل الاجل كمحرر في مجلات  علم السموم، وحاليا يشغل منصب رئيس تحرير تقارير علم السموم  و محرر علم السموم الغذائية والكيميائية ، كما كان محررًا ومحررًا ضيفًا  في العديد من المجلات الأخرى مثل: مجلة علم السموم، رسائل علم السموم، المواد الغذائية والسموم، الطب التجريبي والعلاجي.
كما يعتمد أهم واحدث نهج بحثي للبروفيسور تساتساكيس على تفسير سيناريوهات تعرض الإنسان الحقيقي اعتمادًا إلى التعرض طويل الاجل بجرعات منخفضة للمخاليط الكيميائية بالإضافة إلى دراسات محاكاة المخاطر الواقعية.

## منشورات مختارة
- تساتساكيس واخرون في عام 2016 قاموا بتحديات جديدة في تقييم مخاطر المواد الكيميائية عند تتبع طريقة التعرض الحقيقية للجرعات الكيميائية  بكميات منخفضة، علم السموم الغذائية والكيميائية، المجلد 96، الصفحات 174- 176https://www.sciencedirect.com/science/article/pii/S0278691516302770?via%3Dihub
- تساتساكيس واخرون في عام 2017 قام بتتبع التعرضات الواقعية للكشف عن المخاطر التي من المحتمل ان تؤثر على صحة الإنسان: إجماع مقترح لمنهج  جديد، السموم البشرية والتجريبية.

https://journals.sagepub.com/doi/10.1177/0960327116681652
- تساتساكيس واخرون في عام 2018 قدّم مقدمة تحريرية للعدد الخاص من علم السموم لمحاكاة المخاطر الواقعية، رسائل علم السموم.

https://www.sciencedirect.com/science/article/abs/pii/S0378427418320654?via%3Dihub
- تساتساكيس واخرون في عام 2019 قدم التأثيرات السلوكية العصبية والهرمونية للمخاليط الكيميائية السميّة قليلة الجرعات في محاكاة المخاطر الواقعية في الجرذان، علم السموم الغذائية والكيميائية، المجلد125 الصفحات 141-149 https://www.sciencedirect.com/science/article/pii/S0278691518309256?via%3Dihub